# Мяоли
Мяоли́ (кит. 苗栗市) — город в провинции Китайской Республики Тайвань, столица одноимённого уезда Мяоли. На 2009 год в городе жило 90 209 человек (среди них — много хакка).
Согласно археологическим данным, люди жили в этой местности с доисторических времён. Около тысячи лет назад здесь поселились Таока, а Хан начали завоёвывать земли примерно в середине XVII века.

## Экономика
Мяоли — центр автомобильной промышленности Китайской Республики. Здесь располагаются заводы компаний Luxgen и Yulon.

## Города-побратимы
- Симидзу, Сидзуока, Япония[3].